# Traktur
Als Traktur oder Traktatur bezeichnet man bei einer Orgel das Übertragungssystem von den Betätigungselementen des Spieltischs am einen Ende zum Ventilsystem in der Windlade am anderen Ende. Sie wird unterschieden in Spieltraktur (auch Tontraktur) für das Spielen mit der Klaviatur und die Registertraktur zum Ein- und Ausschalten der Register. 

## Spieltraktur
Die Spieltraktur ist die Verbindung zwischen den Tasten und den Pfeifenventilen. Sie bewirkt, dass beim Niederdrücken einer Taste eine oder mehrere Pfeifen erklingen. Die genaue Auswahl der erklingenden Pfeifen hängt von der Registrierung ab. Es gibt unterschiedliche Arten von Ton- oder Spieltrakturen: mechanisch, pneumatisch, elektro-mechanisch und elektro-pneumatisch. Die verschiedenen Systeme kommen gelegentlich und in bestimmten Kombinationen auch nebeneinander in einer Orgel vor.

### Mechanisch
Die älteste und ursprüngliche Art ist die mechanische Spieltraktur. Diese hat von der Gotik bis zur heute (wieder) gebauten Form eine lange Entwicklungsgeschichte. Früheste Tontrakturen waren nicht für schnelles Spiel gedacht und geeignet und glichen eher der heutigen Registermechanik. Bei der mechanischen Traktur wird jede Taste der Klaviatur über verschiedene mechanische Elemente mit dem zugehörigen Tonventil verbunden. Die Mechanik setzt sich zusammen aus Abstrakten, die die Bewegung durch Zug horizontal oder vertikal übertragen, sowie aus Winkeln und Wellen, die auf sogenannten Wellenbrettern zusammengefasst werden und die Bewegung, wenn benötigt, in verschiedene Richtungen umleiten. Abstrakten bestehen meist aus sehr dünnen „Holzstreifen“ (etwa 10 mm breit und 1 mm dick). Zeitweise wurden gelegentlich auch andere Materialien wie Aluminium- oder Messingdraht oder Stahllitze (Seilzugtraktur) benutzt. Bei Druckbeanspruchung können statt der Abstrakten auch Stecher aus dünnen Holz- oder Metallstäben verwendet werden. Die Wellen des Wellenbretts wurden früher meist aus Holz gefertigt, aber auch Eisenwellen sind keine ausschließlich moderne Neuerung. Heute werden oftmals industriell gefertigte Stahl- oder Aluminiumrohre eingesetzt. Diese haben den großen Vorteil, bei relativ kleinem Durchmesser deutlich verwindungssteifer als Holzwellen zu sein, welche deutlich dicker sein müssten. Dadurch benötigen Wellenbretter mit Stahl- oder Aluminiumwellen wesentlich weniger Platz als Wellenbretter mit Holzwellen. 

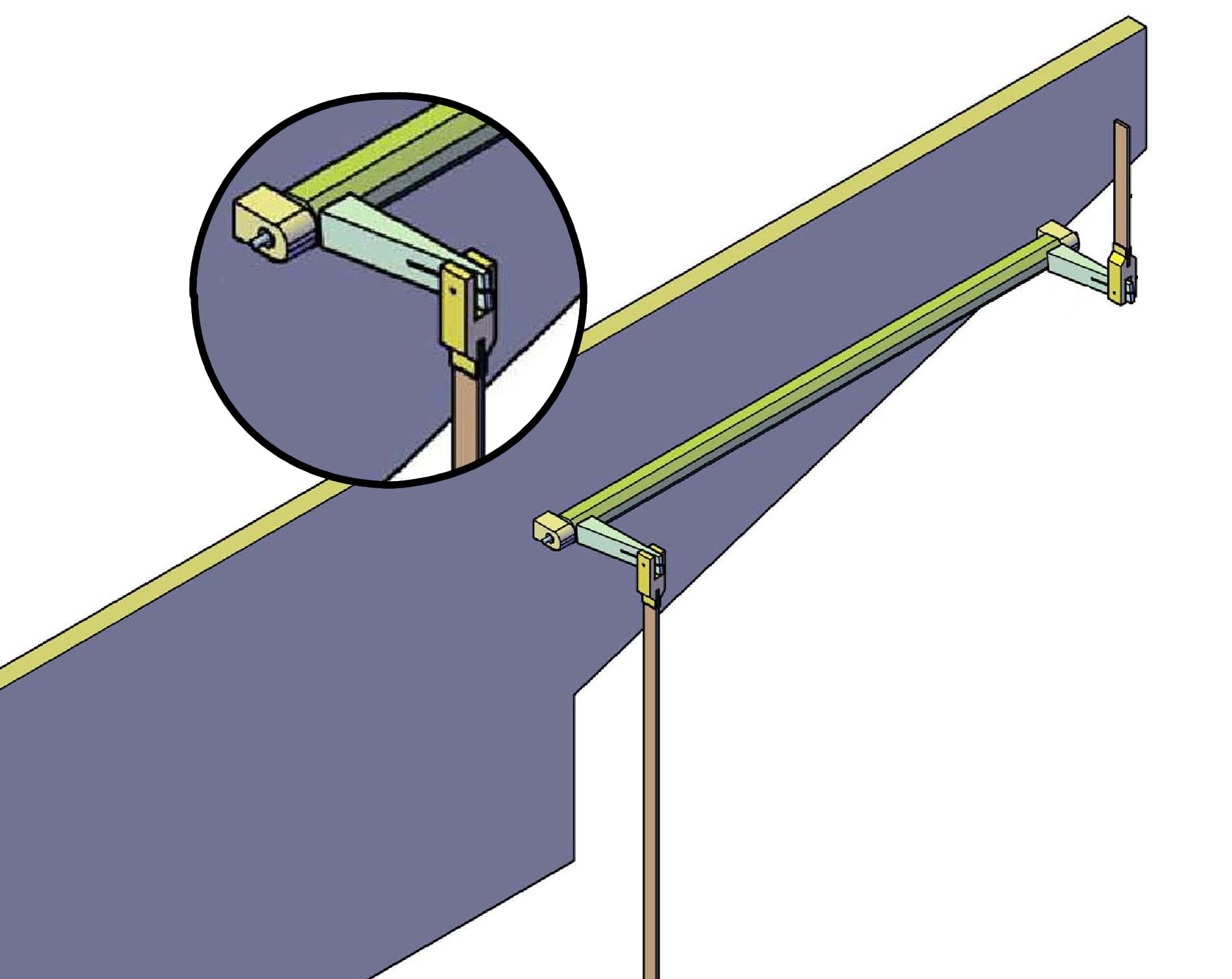
Prinzipdarstellung einer Welle am Wellenbrett
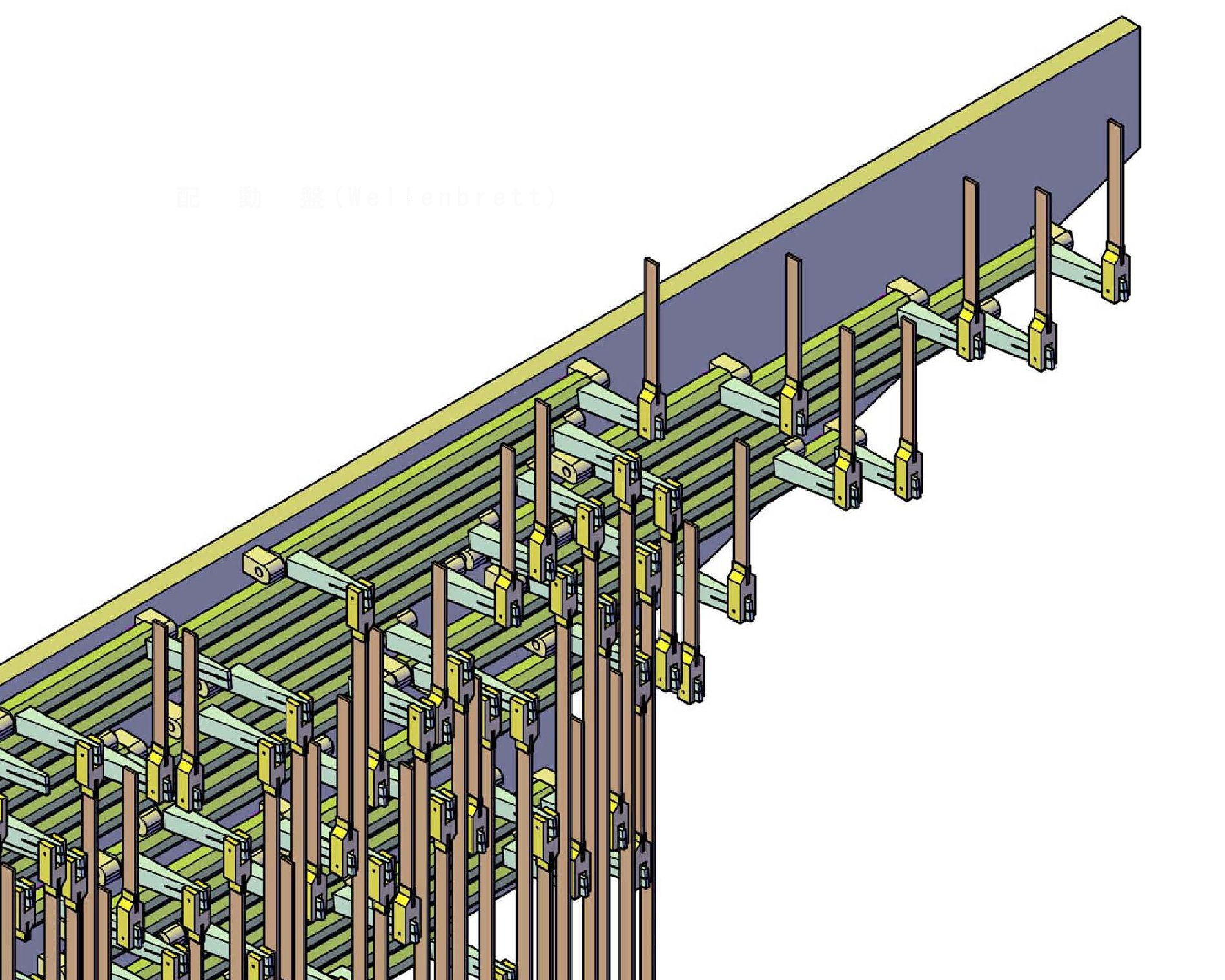
Konstruktion eines Wellenbretts
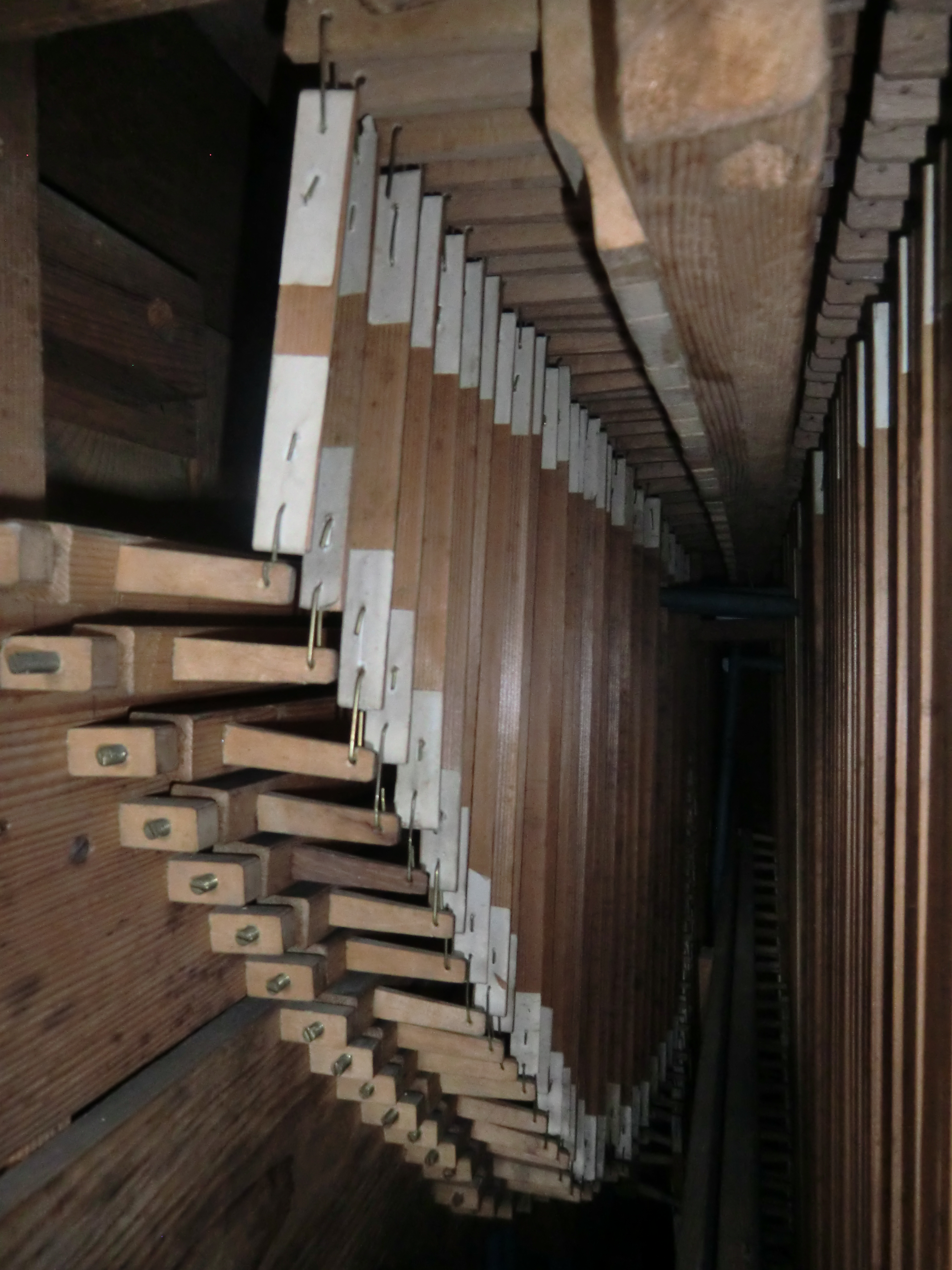
Wellen aus Holz mit Lagerung
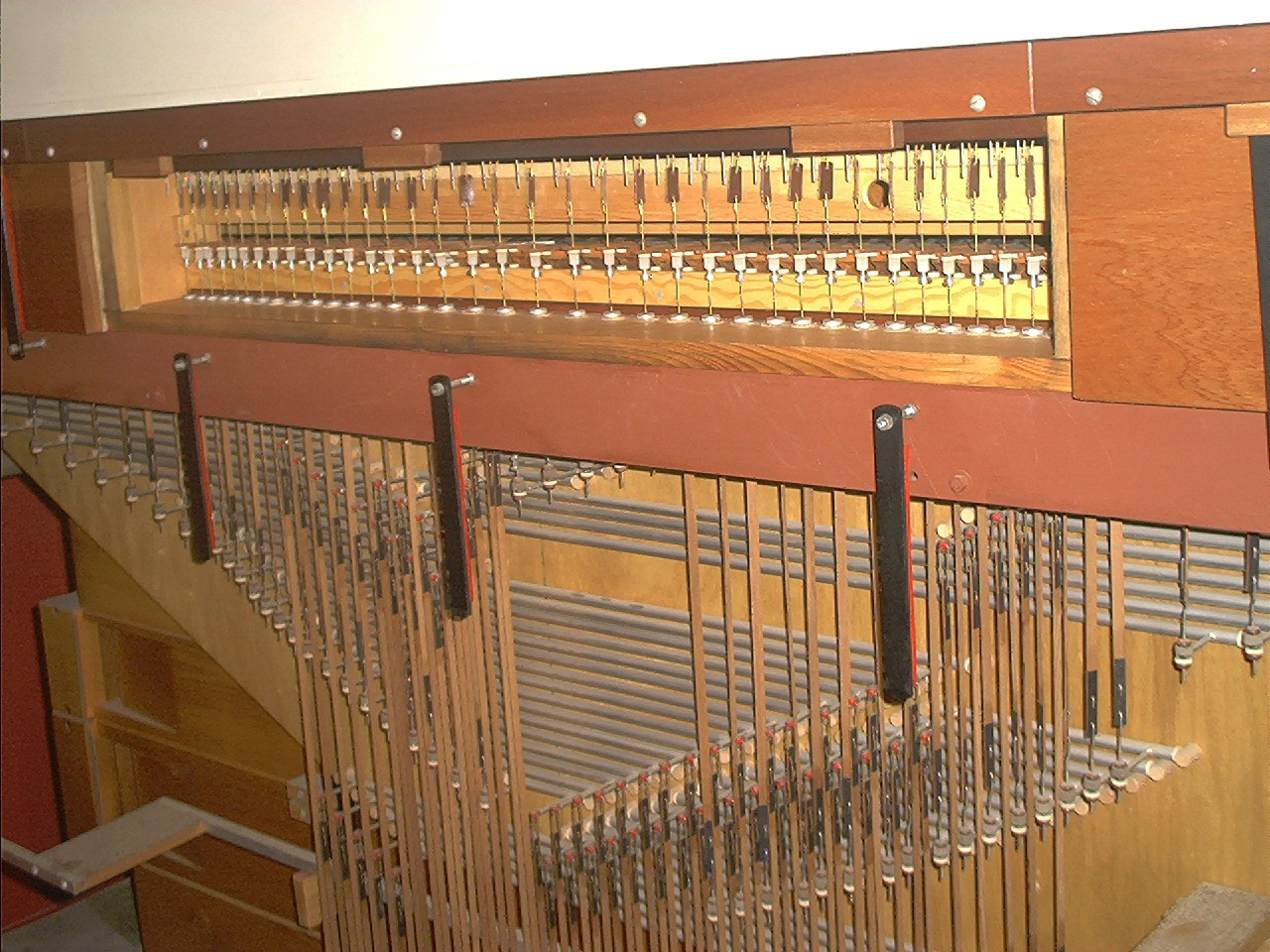
Abstrakten, Wellenbrett mit Wellen aus Metall und geöffnete Windlade einer mechanischen Spieltraktur (1982)

Die direkte mechanische Verbindung zwischen der Taste und dem Ventil der Tonkanzelle ermöglicht dem Organisten im Vergleich zu den anderen Bauweisen eine, wenn auch geringe, Möglichkeit der Kontrolle über die Ansprache der Pfeifen, je nachdem, wie hart und schnell bzw. weich und langsam die Tasten angeschlagen werden. Nennenswerter ist in diesem Zusammenhang die Tatsache, dass der Organist den tatsächlichen Druckpunkt (Punkt, an dem das Spielventil öffnet und den Luftdruck des Spielwindes im Windkasten überwindet, s. Schleiflade) real spürt und dieser nicht technisch simuliert werden muss. Dieser Vorteil unterscheidet die mechanische grundlegend von der elektrischen Traktur. Ein Nachteil dieser Bauform kann darin liegen, dass die Größe der Ventile und Windladen und somit der Registerzahl beschränkt ist, solange eine Orgel gut und ausreichend leicht spielbar bleiben soll. In der Praxis setzt diese Grenze heute aber erst bei einer Größe ein, die viele Orgeln nicht erreichen. Falls in Ausnahmefällen doch, können problemlos Spielhilfen zur Druckpunktreduzierung (Balancier oder Vorventile) eingesetzt werden. 
Die einfachste Art der Trakturführung ist die hängende Traktur. Diese kommt ohne Winkel und Wippen aus. Die Ventile müssen sich dabei fast senkrecht über dem eingebauten Spielschrank (also nach vorne zum Prospekt hin) befinden, da beim Niederdrücken der Tasten über Abstrakten und eventuell ein Wellenbrett die Ventile direkt geöffnet werden. Diese Art der Trakturführung ist für das Brustwerk, das Hauptwerk und das Oberwerk möglich. Die Traktur zum Rückpositiv ist bei klassischen französischen Orgeln meist so realisiert, dass beim Niederdrücken der Taste ein Stecher nach unten auf eine Wippe drückt, die auf der anderen Seite das Ventil nach oben zieht. Die Länge der Wippe und damit der Abstand zwischen Klaviatur und Rückpositivwindlade ist dabei auf ca. 1,50 m begrenzt, da der Tastengang sonst zu groß würde. Auf ein Wellenbrett kann dabei in der Regel verzichtet werden, da die Wippen strahlenförmig angeordnet werden können.
Obwohl sich gegen Ende des 19. Jahrhunderts die pneumatische Traktur immer mehr durchsetzte, experimentierten die Orgelbauer zunächst mit elektrischen Systemen. Auf Grund der zahlreichen Vorteile ist die mechanische Traktur seit Mitte des 20. Jahrhunderts wieder die oft gewählte Spieltraktur.

### Pneumatisch

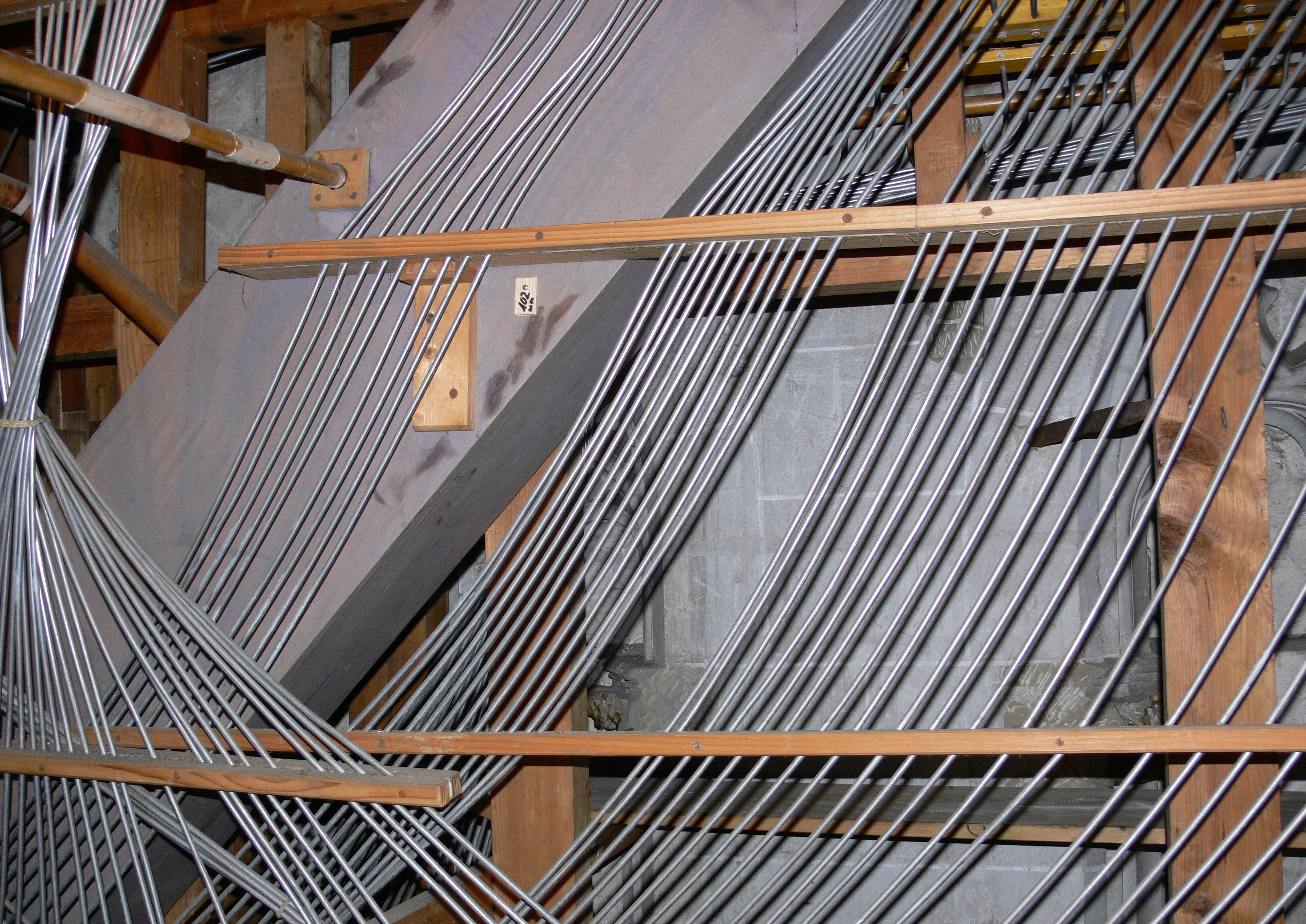
Bleirohre der pneumatischen Traktur, Schwarz-Orgel des Salemer Münsters, 1900–1901

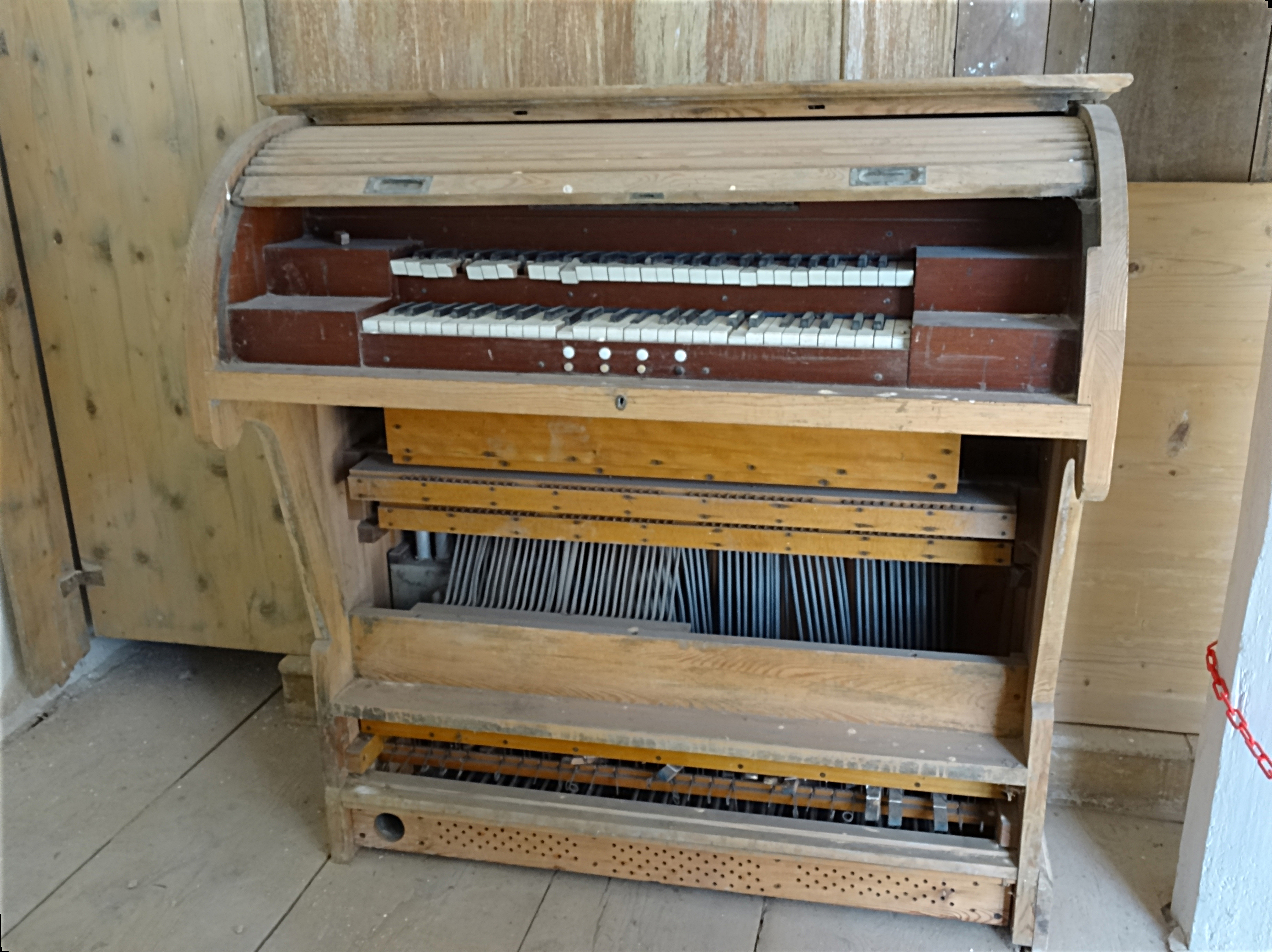
Alter originaler pneumatischer Spieltisch in St. Petri Liebenrode. Links unten Windversorgung des Spieltisches, rechts davon Abgänge zu den Steuerungsmembranen der Windladen

Als erster Orgelbauer stattete Henry Willis bereits ab 1870 einige seiner Orgeln mit einer pneumatischen Traktur aus, die im Prinzip einem aus dem Spieltisch hin zur Windlade verlagerten Barkerhebel entspricht. Die pneumatische Spieltraktur setzte sich dann in den letzten Jahrzehnten des 19. Jahrhunderts langsam durch und wurde gegen Ende jenes Jahrhunderts zur wohl gebräuchlichsten Trakturart bei Orgelneubauten, besonders bei größeren Orgelneubauten. 
Im Laufe der Zeit entwickelten sich mehrere verschiedene Formen der Pneumatik. Ihnen allen liegt aber ein gemeinsames Prinzip zu Grunde: Die Tasten selbst betätigen nur kleine Steuerventile. Diese lassen oder entlassen die Luft durch lange, dünne Bleirohre (Bleikondukten). Damit werden weitere Bälgchen und Ventile gesteuert, die letztlich dafür sorgen, dass die Pfeifen erklingen.
So sehr diese Bauform für einige Zeit besonders bei größeren Orgeln zum Standard wurde, so vielschichtig sind die Gründe für ihre allmähliche Einführung: 
1. Obgleich sich im 18. Jahrhundert barocke Orgelbauer selbst vornehmlich als Handwerker und nicht als Künstler ansahen, erschufen sie sowohl klanglich als auch technisch oft hervorragende Instrumente. Mit der im 19. Jahrhundert einsetzenden Industrialisierung galten aber grundlegend andere Ideale. Die Orgel wandelte sich vom künstlerischen Unikat zur sogenannten Fabrikorgel. Die ersten Schritte auf diesem Weg waren in dem Simplifikationssystem von Georg Joseph Vogler zu sehen. Für eine simple, preisgünstig und schnell gebaute Fabrikorgel war es entschieden einfacher, zahlreiche lange Bleikondukten zu verlegen, als eine präzise und hochwertige mechanische Traktur zu bauen.
2. Der Bereich der Musik, besonders der Kirchenmusik, hatte nicht mehr den hohen Stellenwert wie in den Jahrhunderten zuvor. Obgleich vor allem frühe Formen der Pneumatik deutliche Verzögerungen beim Spiel verursachten, nahm man diesen Nachteil letztlich hin, zumal sich nur mit dieser Trakturart ein weiterer Vorteil realisieren ließ:
3. Der romantische Zeitgeschmack forderte Orgeln mit vielen tiefen, weichen und grundtönigen Registern, welche relativ viel Wind verbrauchten. Eine mechanische Traktur für derartige Orgeln wäre besonders im Bassbereich sehr schwer spielbar gewesen. Ferner wurden in dieser Zeit gerne zahlreiche Sub- und Superoktavkoppeln gebaut, um den gewünschten Orgelklang erzeugen zu können. Sowohl technisch (einfache Herstellung) wie auch spieltechnisch (leichte Spielart) hat in dieser Hinsicht die pneumatische Traktur deutliche Vorteile.

Der größte Nachteil der pneumatischen Traktur ist die (teilweise sehr große) Verzögerung zwischen Tastendruck und Pfeifenansprache. Besonders gravierend war das Problem der Verzögerung bei den ersten Bauformen, die auf einem Zuluft-Prinzip beruhten: Durch den Tastendruck strömt Luft in ein Bälgchen oder eine aufblasbare Membran. Hierdurch werden ein oder mehrere weitere Ventile betätigt, die schlussendlich den Pfeifenwind in die Pfeifen strömen lassen. Spätere verbesserte Formen der pneumatischen Traktur beruhten auf dem Entlastungs- oder Windauslasssystem: Bei der Membran- oder Taschenlade stehen die Pfeifen auf Rohrstutzen, die durch eine aufgeblasene Membran oder Tasche am unteren, in der Windlade befindlichen Ende verschlossen werden. Erst beim Druck auf eine Taste fällt diese Membran oder Tasche zusammen und lässt den Pfeifenwind über den Rohrstutzen in die betreffende Pfeife strömen. 
Bei diesem System muss es zwangsläufig eine Windanlage geben, die Wind unterschiedlichen Drucks bereitstellt. Soll eine Pfeife erklingen, ist es einer schnellen Funktionsweise dieses Prinzips sogar sehr zuträglich, dass die Membranen (auch) durch den auf sie wirkenden „Pfeifenwind“ zusammengedrückt werden. Sollen Pfeifen hingegen nicht erklingen, müssen die Membranen aufgeblasen bleiben – und zwar gegen den auf den Teil ihrer Fläche wirkenden Pfeifenwind. Der die pneumatische Traktur versorgende Wind muss dementsprechend einen ausreichend höheren Druck haben.
Das Problem der Verzögerung ist aber auch damit nicht vollständig gelöst. Bei gut gepflegten Auslasssystemen ist diese spürbar, aber nicht dramatisch. Über schlechte, verschlissene Trakturexemplare gibt es (heute nicht mehr nachprüfbare) Schilderungen, dass die Verzögerungen fast bis zu einer Sekunde dauern konnte.
Obgleich mit der Entfernung des Spieltischs und somit der Länge der Bleikondukten vom Prinzip her die Verzögerung zunahm, war man mit der pneumatischen Traktur in vertretbarem Maße auch in der Lage, freistehende Spieltische zu bauen, die wenige Meter von der Orgel entfernt stehen konnten. 
Ein Hauptbestandteil jeder pneumatischen Traktur ist eine große Zahl kleiner Bälgchen, Taschen und/oder Membranen. Je nachdem, wie zugänglich diese in den Windladen verbaut wurden, konnte es bei einer Wartung oder Reparatur Probleme geben. Ein ganz besonderer Nachteil war jedoch, dass diese Bauteile recht störanfällig waren und oft schon nach wenigen Jahrzehnten komplett ausgetauscht werden mussten (eine solide mechanische Traktur kann hingegen mehrere Hundert Jahre halten.) Das Fehlen eines spürbaren Druckpunktes beim Anschlagen einer Taste ist ein weiterer Nachteil der pneumatischen Traktur.
Siehe auch: Barkerhebel

### Elektro-pneumatisch

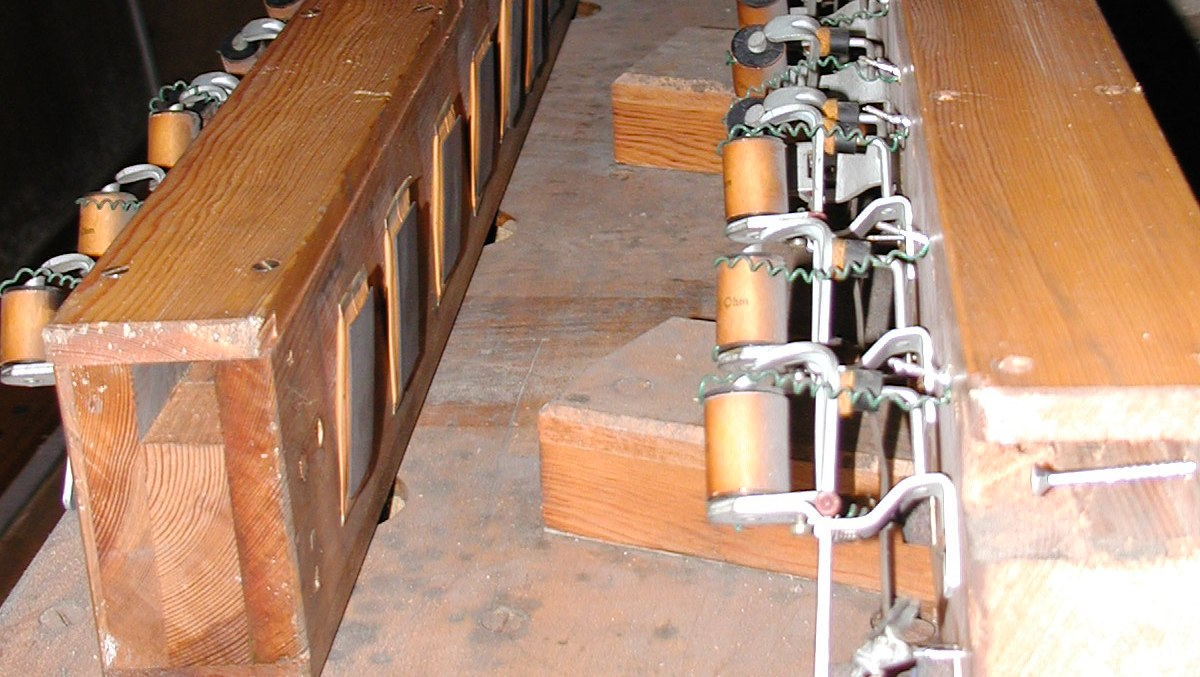
Relais einer elektro-pneumatischen Traktur

Mit dem Aufkommen der Elektrik zum Ende des 19. Jahrhunderts wurden die pneumatischen Trakturen teilweise durch elektrische Elemente ergänzt. Zunächst war die Elektrifizierung mit dem Problem verbunden, eine angenehme und weiche Spielart zu gewinnen. Die Konstruktion der Kontakte an der Wende zum 20. Jahrhundert machte zunächst eine pneumatische Steuerung im Spieltisch notwendig, deren kleine Bälgchen die Betätigung der Kontakte übernahm. Mit der Erfindung von langen, bruchsicheren Tastenkontakten aus Feinsilber wurde diese Konstruktion um 1910 überflüssig. Die Kontaktgebung erfolgte jetzt von den Tasten direkt, der elektrische Impuls wird durch ein Kabel mit geringem Querschnitt auf einen Elektromagneten mit eingebauter Funkenlöschung übertragen. Der Trakturweg kann fast unbegrenzt lang und kompliziert sein, und Orgeln konnten mit fahrbaren Spieltischen ausgestattet werden. So waren auch fortan Fernwerke nahezu ohne technische Verzögerung spielbar. Die Verbindung von Elektrik und Pneumatik bietet sich vor allem bei Membran- und Taschenladen sowie Kegelladen an, wobei das Relaisventil dann elektrisch gesteuert wird. 
Gegenüber der rein pneumatischen sowie der rein elektrischen Traktur ergeben sich verschiedene Vorzüge. Durch den Einbau eines pneumatischen Vorrelais spart man pro Ton bei Registerkanzellenladen an Elektromagneten. Während bei elektropneumatischer Traktur nur ein einziger Magnet pro Ton und Windlade nötig ist, um die Pneumatik zu aktivieren, die dann alle Ventile gemeinsam hebt, braucht man bei einer rein elektrischen Lade pro Kegel einen Elektromagneten. Folglich sind Kegelladen in der Regel aus praktischen Gründen nie rein elektrisch, sondern immer in Kombination mit Pneumatik ausgeführt. Eine bezahlbare, zuverlässige und brandsichere Stromversorgung für eine große Anzahl leistungsstarker Elektromagnete war lange Zeit nicht verfügbar. Die Aufgaben der Traktur waren daher wie folgt aufgeteilt: Alleine die Überwindung des Wegs zwischen Taste und Ventil sowie Koppelmöglichkeiten, was bei hintergeschalteten pneumatischen Relais keine große Energie verbraucht, geschah elektrisch und damit verzögerungsfrei. Die kraft- und energieaufwändige Arbeit, nämlich das Öffnen der Pfeifenventile, geschah weiterhin pneumatisch.
Die elektro-pneumatische Traktur wird auch verkürzend und missverständlich als „elektrisch“ bezeichnet.

### Elektro-mechanisch
Schon 1852 wurde in Frankreich eine rein elektrisch gesteuerte Orgel gebaut, aber 1863 hatte Walcker in Boston und auch noch 1878 Weigle zur Weltausstellung in Paris die Probleme mit den Kontakten und die Stromversorgung durch Batterien noch nicht praxisreif gelöst, weshalb zunächst die pneumatische Traktur gebaut wurde. Seit etwa Mitte des 20. Jahrhunderts werden Orgeln gelegentlich auch mit  elektro-mechanischer Traktur ausgerüstet. Unter jedem Spielventil befindet sich ein kleiner Elektromagnet, der das Ventil öffnet. Das System ist zwingend notwendig in Verbindung mit der seltenen Kastenlade und findet ansonsten fast ausschließlich in der Schleiflade Verwendung. Die elektro-mechanische Traktur arbeitet fast verzögerungsfrei und kann beliebig große Ventile steuern. 
Besonders häufig verbaut bzw. sogar unverzichtbar war die sogenannte elektrische Traktur bei den Multiplexorgeln. Aus extrem wenigen Pfeifenreihen mit jeweils deutlich größerem Tonumfang als den normalen 4 1⁄2 Oktaven wurden zahlreiche Register in verschiedensten Fußtonlagen „herausgegriffen“. Eine derart komplexe, aber auch (je nach Anzahl der eingeschalteten Register) wahlweise flexible Verbindung zwischen den Tasten einerseits und den Ventilen andererseits ist nur mit der elektro-mechanischen Traktur möglich.
Auch wenn heutzutage besonders im Bereich der Spieltrakturen die mechanische Variante wieder im Vordergrund steht, gibt es bei fast allen größeren Neubauten (besonders für Konzertsäle) einen zweiten (fahrbaren) elektrisch verbundenen Spieltisch, oder auch vereinzelte Werke, die nicht über Abstrakten erreichbar sind. Neben der Übertragung durch Funk oder Lichtwellenleiter bedeutet die Umstellung der binären Steuerungstechnik auf digitale Steuerungstechnik die derzeit größte Innovation im Bereich der Ansteuerung der Tonventile. Die Verwendung digitaler Steuerungstechnik ermöglicht neben sämtlichen denkbaren Echtzeitbearbeitungen, angefangen von einfacher Transponierung bis hin zu komplexen Spezialkoppeln, auch die Verwendung von MIDI-Systemen zur kompletten Steuerung des Instrumentes von außen, sowie zur Aufzeichnung und damit auch späteren Wiedergabe des Orgelspiels.
Der elektromagnetische Öffnungsvorgang des Ventils lässt sich vom Spieler bislang aber nicht beeinflussen und auch nicht erspüren, da ohne mechanische Verbindung auch keine Übermittlung des Druckpunktes stattfindet. Es wird jedoch erforscht, wie sich das interaktive Verhalten einer mechanischen Traktur mechatronisch nachbilden lässt.

### Mischformen
Mischformen gibt es gelegentlich in folgenden Fällen: 
1. Fernwerke können auf Grund des Abstands zur Hauptorgel fast immer nur elektrisch angesteuert werden.
2. Um ein zu schweres Spielen bei vielen eingeschalteten Koppeln zu verhindern, werden die Koppeln gelegentlich elektrisch gebaut oder selten auch zur Auswahl des Spielers doppelt, sowohl mechanisch wie elektrisch. Diese Erleichterung der Spielart gewinnt an Bedeutung, nachdem in neuerer Zeit auch Sub- und Superoktavkoppeln immer häufiger gebaut werden.
3. Einzelne Register werden entweder aus Platzgründen (z. B. 32′-Register) oder aus akustischen Gründen (z. B. Tuba) entweder weit entfernt von der zugehörigen Windlade oder sogar ganz außerhalb der Orgel platziert. Die Ansteuerung dieser einzelnen Register ist in der Praxis dann auch nur durch Kastenladen mit elektrischen Ventilen sinnvoll.

Unabhängig davon müssen manchmal sehr große Orgeln mit einem zweiten, weiter entfernten, auch sogar fahrbaren Spieltisch ausgestattet werden. Dies kann auch die liturgische Verwendungsfähigkeit einer Kirchenorgel erheblich erweitern. Oft besitzen solche Orgeln einen Spieltisch mit mechanischer Traktur im Hauptgehäuse der Orgel, während der zweite, ggf. mobil ausgelegte Spieltisch nur elektrisch realisiert werden kann. Bei Orgeln, die so ausgerichtet sind, liegt der Grund aber seltener darin, dass beide Spieltische gleichzeitig bespielt werden sollen. Dennoch ist die Darstellung von Musik für zwei Orgeln, vielleicht unter Zuhilfenahme technischer Hörhilfen durchaus möglich. Mit dem Spieltisch mit elektrischer Traktur können auch andere „Nebenorgeln“ einer Kirche angespielt werden. Soweit es sich dabei nicht z. B. um ein Echowerk über dem Kirchengewölbe handelt, haben diese „Nebenorgeln“ in aller Regel ebenfalls einen eigenen, im Idealfall mechanischen Spieltisch.

## Registertraktur
Die Registertraktur oder Registratur hat die Aufgabe, den Schaltimpuls vom Spieltisch an die Windlade zu übertragen, so dass die Vorrichtung der Windlade zum „An-“ bzw. „Abschalten“ der gewünschten Register aktiviert wird.
Anstelle der Kastenlade, Kegellade, Membranlade und der Springlade besitzen die meisten der heute gebauten Orgeln Schleifladen, gleich, ob bei mechanischer oder elektrischer Traktur. In all diesen Fällen ist die Registertraktur entweder die mechanische Verbindung zwischen den Registerzügen und den Schleifen oder aber die elektrische Verbindung zwischen den Registerzügen, Registerwippen oder Registertastern und den Schleifenzugmotoren oder Schleifenzugmagneten. Bei mechanischen Kegelladen sowie bei Orgeln mit pneumatischer Traktur sorgt eine durch den Registerzug beeinflusste Windsteuerung dafür, ob ein Register klingt oder nicht. Dies kann auf recht einfache Art (z. B. pneumatische Kegellade) aber auch technisch sehr komplex geschehen (Pitman-Lade).
Die Registerzüge sind im Spieltisch einer Orgel fast immer seitlich der Manuale untergebracht und mit Namensschildchen versehen.
Wie bei der Spieltraktur gibt es verschiedene Arten einer Registertraktur:

### Mechanisch
Bei der mechanischen Registertraktur wird durch das Ziehen oder durch das Zurückschieben eines Registerzugs eine Mechanik aus Zugstangen und Wellen bewegt, die bewirkt, dass die Schleife in der Windlade verschoben wird und so ein bestimmtes Register der Orgel spielbar wird. Früher wurden Zugstangen und Wellen fast ausschließlich aus Holz hergestellt. Besonders die Wellen mussten dann bei größerer Länge zur Erreichung der notwendigen Verwindungssteifheit einen relativ großen Durchmesser haben (etwa 5 cm oder mehr). Oft werden daher heute auch Metallwellen verbaut, die bei deutlich geringerem Durchmesser ebenso verwindungssteif sind.

### Pneumatisch

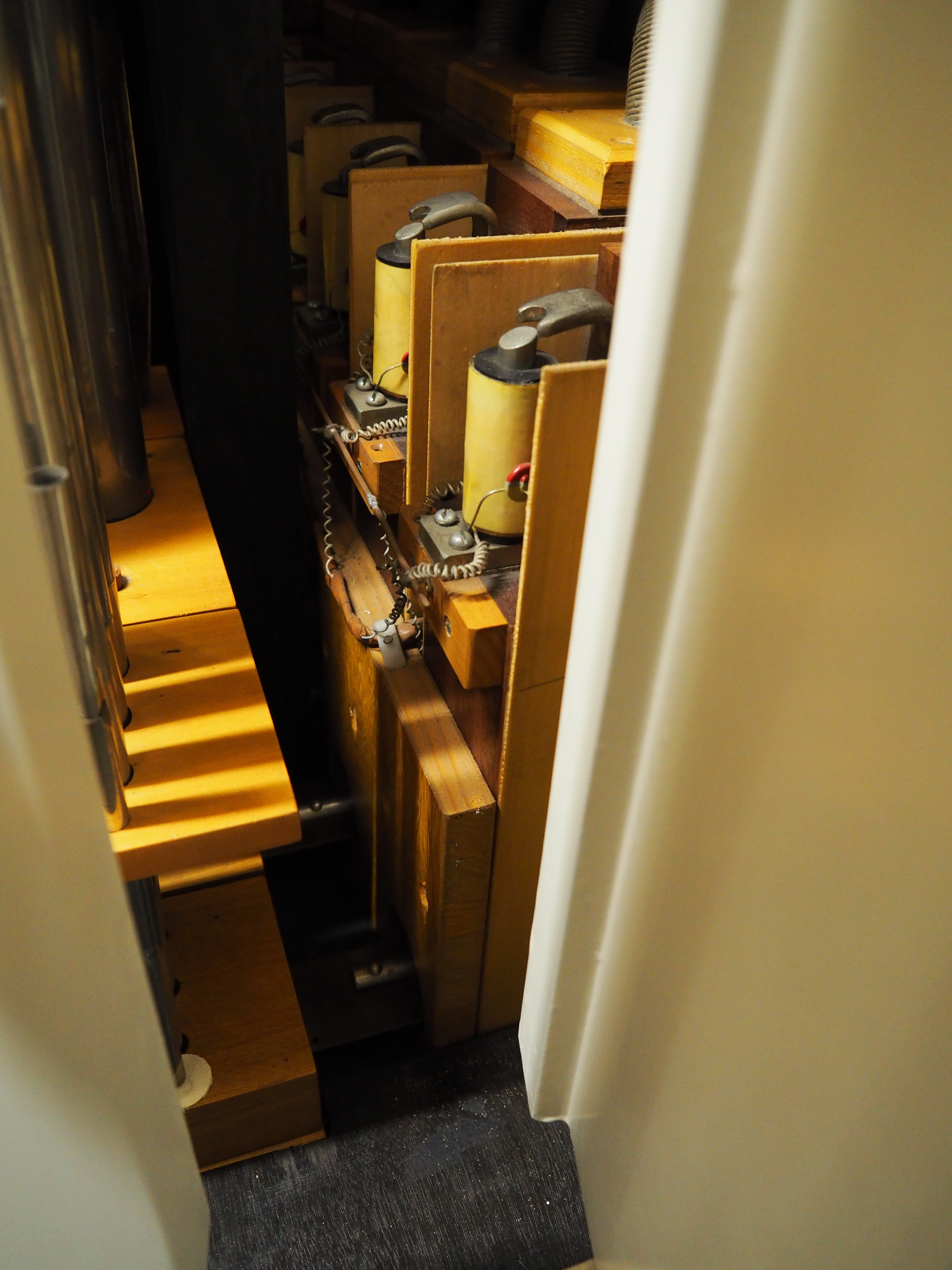
Pneumatische Schleifenzugeinrichtung mit elektrischem Vorgelege

Die pneumatische Registertraktur wurde von Cavaillé-Coll erfunden. Er hat sie bei seinen beiden größten Pariser Orgeln in St-Sulpice 1863 und in Notre-Dame 1866 realisiert. Zwei etwa handgroße Bälge, die wechselseitig angesteuert werden, übernehmen die Bewegung einer Schleife der Schleiflade. Damit ersetzte man fallweise eine komplizierte Trakturwegsführung und gewinnt zugleich Möglichkeiten zur Einrichtung von Spielhilfen, wie den Registerschweller und später die freien Kombinationen. Im allgemeinen Sinn findet man heutzutage die pneumatische Registertraktur in vielen historischen Orgeln des 19. Jahrhunderts, dann meist in Verbindung mit Kegelladen: Das Register wird in diesem Fall mit Hilfe eines einzelnen Balges aktiviert. Derzeit wird sie nahezu nicht mehr gebaut, wie auch die elektro-pneumatische Registertraktur, die man häufig in Kombination mit Taschen- und Membranenladen vorfindet. Vereinzelt wurde auch bei neobarocken Schleifladen-Orgeln in den 40er–60er Jahren wieder eine pneumatische Registersteuerung, wie zur Anfangszeit gebaut, da die entsprechenden elektrischen Systeme noch nicht zuverlässig genug arbeiteten. Durch die Bereitstellung serienreifer Magnete und Motoren für die Schleifenbewegung, geriet diese Bauweise im modernen Orgelbau endgültig in Vergessenheit.

### Elektrisch

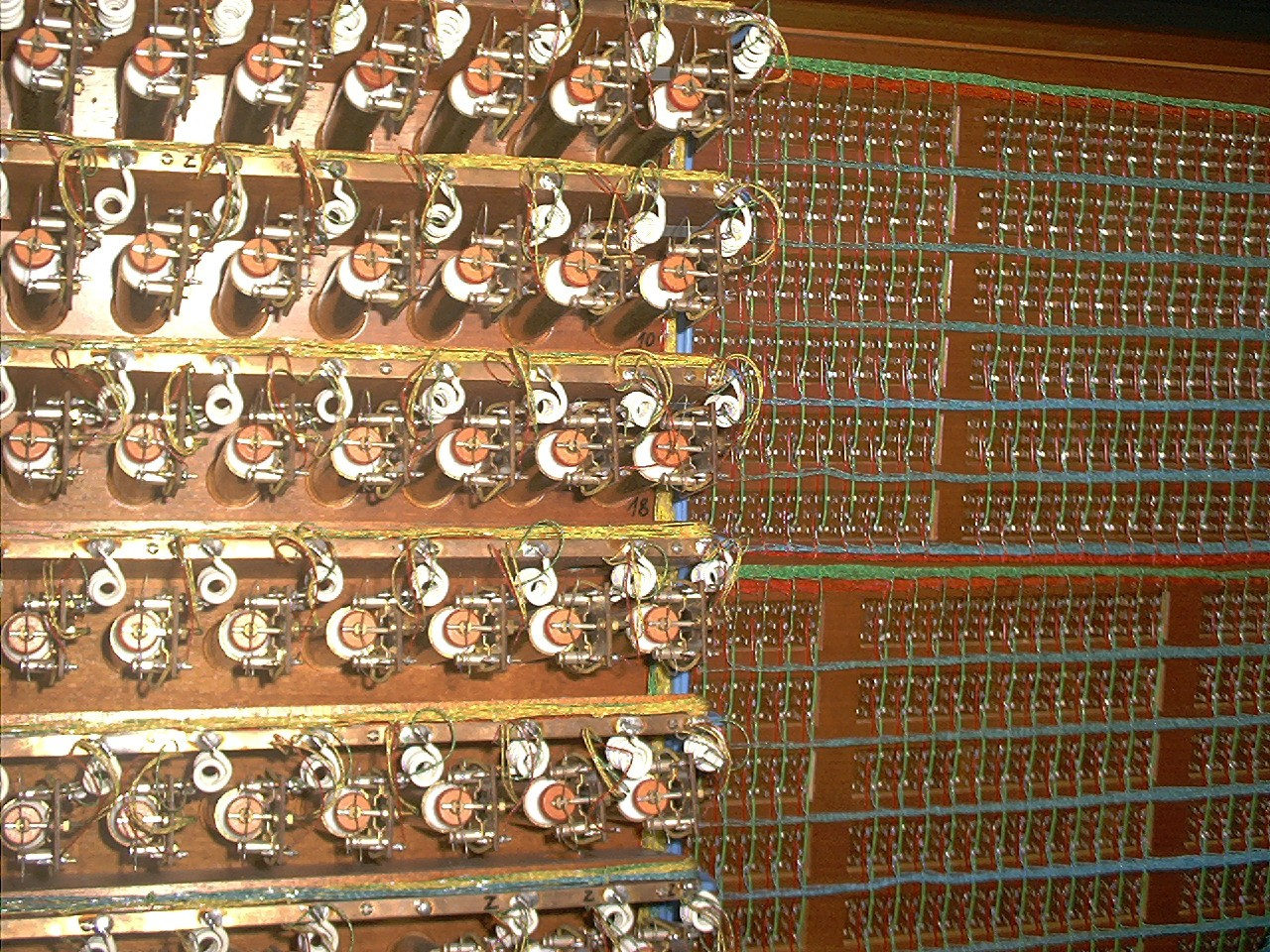
Innenansicht einer elektrischen Registertraktur: links die Registerzüge

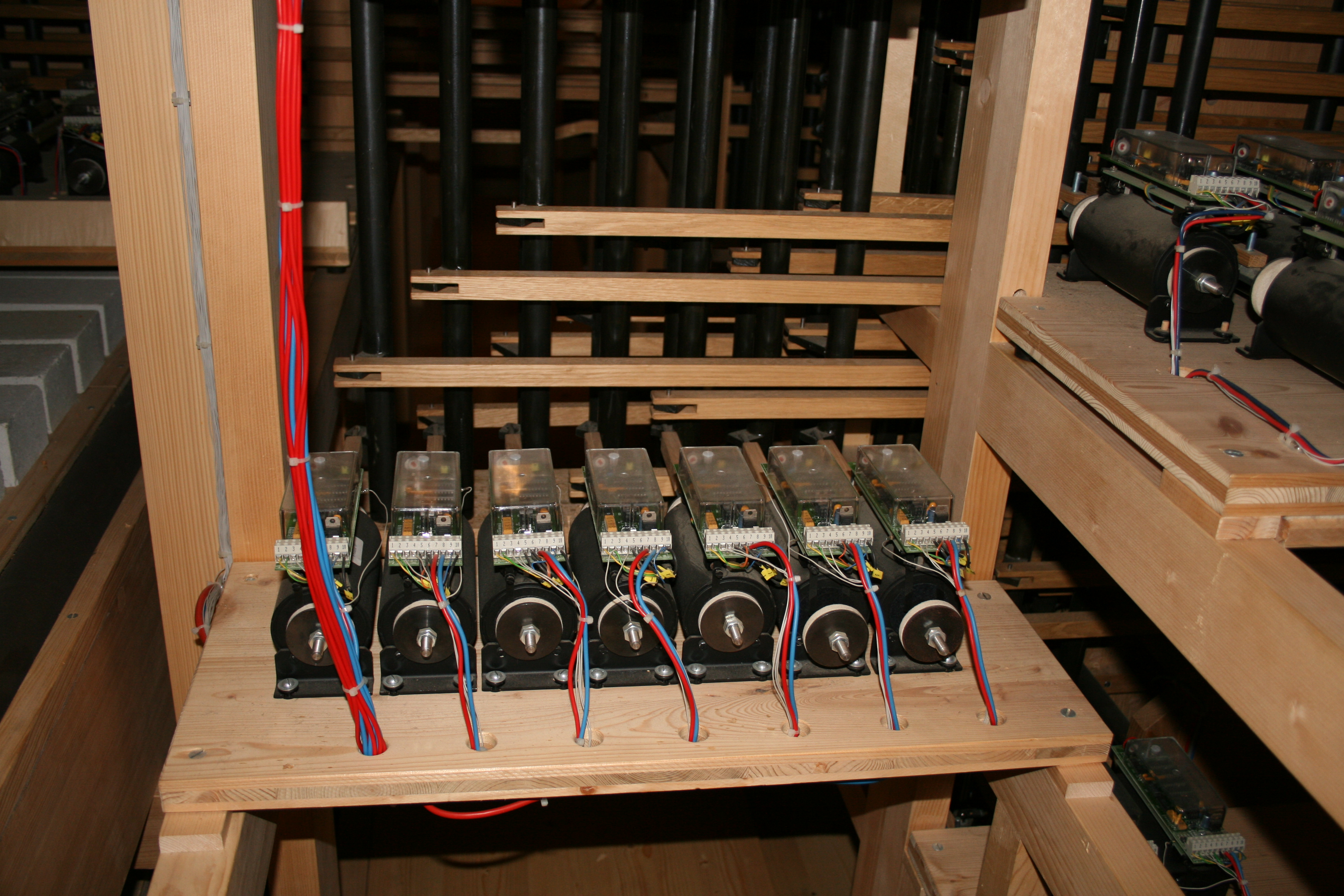
Elektrische Schleifenzugmagnete

Bei der elektrischen Registertraktur wird dieser Vorgang elektrisch gesteuert, was den Vorteil hat, dass man Registrierhilfen wie zum Beispiel Freie Kombinationen – häufig in Verbindung mit einem Sequenzer – verwenden kann, die eine Vorprogrammierung von Registerkombinationen erlauben. Häufig werden hier anstelle der gebräuchlichen Registerzügen auch Registerwippen oder Registertaster verwendet. Ein Elektromagnet (Schleifenzugmagnet) oder Elektromotor (Schleifenzugmotor) wird aktiviert, der die Schleife in der Schleiflade verschiebt; meist ist diesem eine magnetische Bremse gegengeschaltet, die ein geräuschloses Verschieben der Schleife gewährleisten soll und diese am Ende des Vorgangs abbremst, sodass ein störendes Klappern und Schlagen so weit wie möglich gedämpft wird.
Auch bei der elektrischen Registertraktur findet ein Wandel statt, von der analogen hin zu digitalen Signalübertragung. Die armdicken Kabelstränge mit je einem Stromkabel für jede Taste und jeden Schalter sind heute handelsüblichen Netzwerkkabeln, Lichtwellenleitern oder gar Funkübertragung gewichen. Fahrbare elektrische Spieltische können mitunter an mehreren Stellen des Raumes durch einfaches Einstecken mit der Orgel verbunden werden. Auch komplizierte Schaltungen sind möglich, wie z. B. die Registerfessel, welche es vereinzelt schon bei pneumatischen Registertrakturen gab.

### Doppelregistratur
Bei der Doppelregistratur wird eine vollfunktionsfähige mechanische Traktur mit Hilfe von Schleifenzugmagneten oder Schleifenzugmotoren auch elektrisch steuerbar. So lassen sich auch bei einer eigentlich mechanischen Registertraktur elektronische Spielhilfen realisieren. Der Nachteil dieses doppelten Systems ist von Fall zu Fall eine etwas kraftaufwendigere manuelle Bedienung der mechanischen Registertraktur, da die Schleifenzugmagneten oder Schleifenzugmotoren mitbewegt werden müssen.